# Ringnes
Ringnes er Norges største bryggeriselskab. Det ejes i dag af Carlsberg og driver flere bryggerier i Norge. Udover egne  produkter sælger Ringnes Pepsi, Guinness, Tuborg, Carlsberg (også øl fra specialølsbryggeriet Jacobsen).
Bryggeriet blev grundlagt af brødrene Ellef og Amund Ringnes sammen med konsul Axel Heiberg i 1876, og dets første øl blev brygget på anlægget på Grünerløkka i Oslo i 1877.
Ringnes Bryggeri var i familieeje til fusionen De sammensluttede bryggerier med de andre Oslo-bryggerier, Frydenlund og Schou i 1978, da Nora Industrier overtog ejerskabet. I 2000 blev det gamle bryggeri i Oslos centrum afviklet. Ringnes var en overgang ejet af Orkla, men i 2004 blev det fuldt overtaget af Carlsberg.
Sammen med Oskar Sylte, Aass og Mack ejer bryggeriet den norske appelsinsodavand Solo